# Черепнёва, Юлия Игоревна
Юлия Игоревна Черепнёва (1 июля 1998, Славянск-на-Кубани, Краснодарский край) — российская футболистка, защитница.

## Биография
Начала заниматься футболом и мини-футболом в Ставрополе, в командах гимназии № 9 и СОШ имени Чурсина, первый тренер — Алексей Моногаров. Становилась победительницей, лучшим бомбардиром и лучшим игроком юношеских соревнований на уровне края и России. Неоднократно признавалась лучшим игроком на других юношеских турнирах. Серебряный призёр первенства России среди 19-летних 2015 года в составе сборной Краснодарского края.
С 2015 года выступала за резервный состав краснодарской «Кубаночки» в первом дивизионе. В основном составе клуба дебютировала спустя год, 7 мая 2016 года в матче высшего дивизиона против «Чертаново», заменив на 64-й минуте Елену Костареву. Всего в сезоне 2016 года приняла участие в 9 матчах высшей лиги. По окончании сезона покинула команду.
Позднее играла в студенческих соревнованиях за Кубанский государственный университет, была капитаном команды. Со своей командой становилась победительницей соревнований на уровне федерального округа.
Выступала за юношескую и молодёжную сборную России.